# أمبرواز باريه
أمبرواز باريه (بالفرنسية: Ambroise Paré)‏ : (1517 م - 1590 م )ولد من أب كان يعمل حلاقا في بورج هيرست بالقرب من لافال، بفرنسا. هو جراح فرنسي يعتبر من أشهر الجراحين في عالم الطب في ذلك العهد، لم يكن تعليمه منتظما، لكنه تمرس على الطب في خلال الحروب لدى ممارسته العمليات الجراحية في صفوف الجيش الفرنسي وكانت من اختباراته الأولى كجراح ميداني وقد وضعه ذلك على اتصال بعدد كبير من الإمكانات للقيام بعمليات جراحية .
(كان الأطباء يعتبرون أعمال الجراحة دون المستوى اللائق بكرامة الطبيب ، لذلك كان الحلاقون المتمرسون هم من يقومون بأعمال الجراحة.)
طور تقنيات جديدة مختلفة من بينها معالجت الإصابات الناتجة عن طلقات الرصاص والجروح المستعصية التي تتطلبت إجراء عمليات جراحية، بالزيت المغلي، وهي الطريقة التي كانت تجرى عليها العمليات أنذاك، حيث كان يعتمد على المناعة الطبيعية للجسم في التئام الجروح. كما جدد أيضا في أصول ربط الأوعية الدموية للأعضاء المقطوعة من الجسم فحتى ذلك الحين كانت تستخدم قضبان معدنية حامية لسد الأطراف المخرقة وتعرف تلك الطريقة بالعلاج بالكي.
وقد ترك باريه الجيش وعرض عليه على الفور منصب طبيب ملكي ، . في عام 1552م عين باري جراحا في حاشية الملك هنري الثاني، وظل الجراح الرسمي للقصر الملكي في عهود ملوك ثلاثة تعاقبوا على عرش فرنسا.

## روابط خارجية
- أمبرواز باريه على موقع الموسوعة البريطانية (الإنجليزية)
- أمبرواز باريه على موقع إن إن دي بي (الإنجليزية)